# Przasnysz (gemeente)
De gemeente Przasnysz is een landgemeente in woiwodschap Mazovië, in powiat Przasnyski.
De zetel van de gemeente is in Przasnysz.
Op 30 juni 2004 telde de gemeente 7189 inwoners.

## Oppervlakte gegevens
In 2002 bedroeg de totale oppervlakte van gemeente Przasnysz 183,91 km², waarvan:
- agrarisch gebied: 78%
- bossen: 16%

De gemeente beslaat 15,1% van de totale oppervlakte van de powiat.

## Demografie
Stand op 30 juni 2004:
| Omschrijving                   | Totaal | Totaal | Vrouwen | Vrouwen | Mannen | Mannen |
| ------------------------------ | ------ | ------ | ------- | ------- | ------ | ------ |
| eenheid                        | aantal | %      | aantal  | %       | aantal | %      |
| inwoners                       | 7189   | 100    | 3535    | 49,2    | 3654   | 50,8   |
| bevolkingsdichtheid (inw./km²) | 39,1   | 39,1   | 19,2    | 19,2    | 19,9   | 19,9   |

In 2002 bedroeg het gemiddelde inkomen per inwoner 1168,96 zł.

## Administratieve plaatsen (sołectwo)
Bartniki, Bogate, Cierpigórz, Dębiny, Dobrzankowo, Emowo, Fijałkowo, Golany, Gostkowo, Góry Karwackie, Grabowo, Karwacz, Kijewice, Klewki, Leszno, Lisiogóra, Mchowo, Mchówko, Mirów, Nowe Helenowo, Obrąb, Oględa, Osówiec Kmiecy, Osówiec Szlachecki, Sątrzaska, Sierakówo, Stara Krępa, Stare Helenowo, Szla, Trzcianka, Wielodróż, Wyrąb Karwacki, Zakocie, Zawadki.

## Overige plaatsen
Annopol, Brzezice, Frankowo, Helenowo-Gadomiec, Janin, Józefówo, Karbówko, Księstwo, Kuskowo, Patołęka, Wandolin, Święte Miejsce, Wygoda.

## Aangrenzende gemeenten
Czernice Borowe, Jednorożec, Krasne, Krzynowłoga Mała, Płoniawy-Bramura, Przasnysz
- Virtual International Authority File: 167246897